# Corrent de Lomonóssov
El corrent de Lomonóssov (també anomenat Corrent Inferior de Lomonóssov o Corrent Equatorial Inferior) és un corrent profund en l'Oceà Atlàntic.
El Corrent de Lomonóssov va ser descobert dins 1959 durant el 5è viatge del vaixell de recerca Mikhaïl Lomonóssov per una expedició del Marine Hydrophysical Institute de l'Acadèmia de Ciències de l'antiga RSS d'Ucraïna, amb seu en Sebastòpol. Els investigadors de bord van fixar quatre estacions de boia que contenien enregistradors gràfics de corrents a 30°W. Un d'ells, que va ser ubicat a la intersecció d'aquest meridià amb l'equador sota la capa prima del Corrent Equatorial Del sud hi va enregistrar el corrent fort cap a l'est. La seva velocitat de flux mitjana era 96 cm per segon i llur velocitat màxima 119 cm per segon. El corrent rebé el nom de Mikhail Lomonosov.
El Lomonóssov és un corrent de 200 km d'ample, 150 m de gruix i flueix a l'est. Comença prop de la costa de Brasil a uns 5°N, travessa l'equador i fineix a uns 5°S en el golf de Guinea. Les seves gammes de velocitat són de 60 a 130 cm per segon, velocitat màxima mesurada a profunditats entre 50 m i 125 m. El cabal del corrent Lomonosov varien de 22.5 a 28.3 Sverdrup.